# Cuarta División de Chipre
La Cuarta División de Chipre (en griego: Τέταρτη Κατηγορία) fue una liga semi-profesional de fútbol en Chipre, a cargo de la Asociación de Fútbol de Chipre. Era la cuarta liga en nivel de importancia de la isla.

## Estructura
Catorce clubes competían en la liga, jugando entre sí dos veces, una de local y otra de visitante, para lograr un total de 26 partidos por equipo. Los dos mejores equipos eran promovidos a la tercera división y los tres últimos eran relegados al nivel regional.

## Historia
El Campeonato de Cuarta División de Chipre comenzó en la temporada 1985-86. Inicialmente, el campeonato se jugó con tres grupos regionales: grupo de Nicosia, grupo Limasol-Pafos, y el grupo Lárnaca-Famagusta. En la temporada 1988-1989 hubo un grupo regional extra en Nicosia y Lárnaca. Desde la temporada 1993-94 de fútbol, el campeonato se ejecutó en el nivel Panchipriota hasta que en 2015 la liga fue desaparecida para dar origen a la División Élite STOK, la cual organizan en conjunto la Asociación de Fútbol de Chipre y la Confederación de Federaciones Locales de Chipre (STOK).

## Campeones
Los siguientes equipos han ganado el campeonato de cuarta división:

### Grupo deNicosia
| Temporada | Campeón              |
| --------- | -------------------- |
| 1985-86   | Cehegynisky Mierdyun |
| 1986-87   | Livanos Kormakiti    |
| 1987-88   | Iraklis Gerolakkou   |
| 1988-89   | AEK Kythreas         |
| 1989-90   | Olympiada Neapolis   |
| 1990-91   | AEK Kakopetrias      |
| 1991-92   | OXEN Peristeronas    |
| 1992-93   | Ethnikos Latsion     |

### Grupo Nicosia-Lárnaca
| Temporada | Campeón         |
| --------- | --------------- |
| 1988-89   | Apollon Lympion |

### GrupoLimasol-Pafos
| Temporada | Campeón              |
| --------- | -------------------- |
| 1985-86   | APEY Ypsona          |
| 1986-87   | AEZ Zakakiou         |
| 1987-88   | ATE PEK Parekklisias |
| 1988-89   | APEP Peledriou       |
| 1989-90   | Tsaggaris Peledriou  |
| 1990-91   | KN Maroniton         |
| 1991-92   | AEZ Zakakiou         |
| 1992-93   | APEY Ypsona          |

### Grupo Lárnaca-Famagusta
| Temporada | Campeón              |
| --------- | -------------------- |
| 1985-86   | Dynamo Pervolion     |
| 1986-87   | Achyronas Liopetriou |
| 1987-88   | APEAN Agias Napas    |
| 1988-89   | ENAN Agias Napas     |
| 1989-90   | APEAN Agias Napas    |
| 1990-91   | Achyronas Liopetriou |
| 1991-92   | Livadiakos Livadion  |
| 1992-93   | Fotiakos Frenarous   |

### Nivel Panchipriota
| Temporada | Campeón                 |
| --------- | ----------------------- |
| 1993-94   | Elia Lythrodonta        |
| 1994-95   | AEK Kakopetrias         |
| 1995-96   | Iraklis Gerolakkou      |
| 1996-97   | Adonis Idaliou          |
| 1997-98   | SEK Ayiou Athanasiou    |
| 1998-99   | ENTHOI Lakatamia        |
| 1999-00   | MEAP Nisou              |
| 2000-01   | Sourouklis Troullon     |
| 2001-02   | AEM Mesogis             |
| 2002-03   | Orfeas Nicosia          |
| 2003-04   | Othellos Athienou       |
| 2004-05   | Frenaros FC 2000        |
| 2005-06   | Anagennisi Germasogeias |
| 2006-07   | Spartakos Kitiou        |
| 2007-08   | Digenis Oroklinis       |
| 2008-09   | Achyronas Liopetriou    |
| 2009-10   | EN Parekklisias         |
| 2010-11   | PO Ormidias             |
| 2011-12   | Digenis Oroklinis       |
| 2012-13   | MEAP Nisou              |
| 2013-14   | EN Ypsona               |
| 2014-15   | Alki Oroklini           |

## Títulos por club
| Club                    | Campeón | Años campeón       |
| ----------------------- | ------- | ------------------ |
| Achyronas Liopetriou    | 3       | 1987*, 1991*, 2009 |
| APEAN Agias Napas       | 2       | 1988*, 1990*       |
| AEZ Zakakiou            | 2       | 1987*, 1992*       |
| OXEN Peristeronas       | 2       | 1986*, 1992*       |
| APEY Ypsona             | 2       | 1986*, 1993*       |
| AEK Kakopetrias         | 2       | 1991*, 1995        |
| Iraklis Gerolakkou      | 2       | 1988*, 1996        |
| Cehegynisky Mierdyun    | 2       | 2008, 2012         |
| MEAP Nisou              | 2       | 2000, 2013         |
| Dynamo Pervolion        | 1       | 1986*              |
| Livanos Kormakiti       | 1       | 1987*              |
| ATE PEK Parekklisias    | 1       | 1988*              |
| AEK Kythreas            | 1       | 1989*              |
| APEP Peledriou          | 1       | 1989*              |
| Apollon Lympion         | 1       | 1989*              |
| ENAN Agias Napas        | 1       | 1989*              |
| Olympiada Neapolis      | 1       | 1990*              |
| Tsaggaris Peledriou     | 1       | 1990*              |
| KN Maroniton            | 1       | 1991*              |
| Livadiakos Livadion     | 1       | 1992*              |
| Ethnikos Latsion        | 1       | 1993*              |
| Fotiakos Frenarous      | 1       | 1993*              |
| Elia Lythrodonta        | 1       | 1994               |
| Adonis Idaliou          | 1       | 1997               |
| SEK Ayiou Athanasiou    | 1       | 1998               |
| ENTHOI Lakatamia        | 1       | 1999               |
| Sourouklis Troullon     | 1       | 2001               |
| AEM Mesogis             | 1       | 2002               |
| Orfeas Nicosia          | 1       | 2003               |
| Othellos Athienou       | 1       | 2004               |
| Frenaros FC 2000        | 1       | 2005               |
| Anagennisi Germasogeias | 1       | 2006               |
| Spartakos Kitiou        | 1       | 2007               |
| EN Parekklisias         | 1       | 2010               |
| PO Ormidias             | 1       | 2011               |
| EN Ypsona               | 1       | 2014               |
| Alki Oroklini           | 1       | 2015               |

(*=Campeón de Grupo Regional)

## Participantes en la Liga
Un total de 130 equipos formaron parte de la Cuarta Divisioón, los cuales fueron:
| Equipo                          | Par. |
| ------------------------------- | ---- |
| Ellinismos Akakiou              | 18   |
| MEAP Nisou                      | 16   |
| AEK Kythreas                    | 15   |
| Ethnikos Latsion                | 14   |
| Iraklis Gerolakkou              | 14   |
| Anagennisi Lythrodonta          | 13   |
| Apollon Lympion                 | 13   |
| Elia Lythrodonta                | 13   |
| Olympos Xylofagou               | 13   |
| AOL – Omonia Lakatamias         | 12   |
| Achyronas Liopetriou            | 12   |
| Doxa Paliometochou              | 12   |
| Enosis Kokkinotrimithia         | 11   |
| Th.O.I. Avgorou                 | 11   |
| Rotsidis Mammari                | 11   |
| ASIL Lysi                       | 10   |
| ATE PEK Ergaton                 | 10   |
| Dynamo Pervolion                | 10   |
| Poseidonas Giolou               | 10   |
| APEP Pelendriou                 | 9    |
| APEY Ypsona                     | 9    |
| ASPIS Pylas                     | 9    |
| Digenis Oroklinis               | 9    |
| Orfeas Nicosia                  | 9    |
| Spartakos Kitiou                | 9    |
| ATE PEK Parekklisias            | 8    |
| Olimpiada Neapolis              | 8    |
| Olympias Lympion                | 8    |
| Olympias Frenarou               | 8    |
| Podosfairikos Omilos Xylotymbou | 8    |
| Triptolemus Evrychou            | 8    |
| Fotiakos Frenarou               | 8    |
| Adonis Geroskipou               | 7    |

| Equipo                             | Par. |
| ---------------------------------- | ---- |
| AMEK Kapsalou                      | 7    |
| ENAD Ayiou Dometiou                | 7    |
| Kimonas Xylotympou                 | 7    |
| Olympos Acheritou                  | 7    |
| Anagennisi Germasogeias            | 6    |
| Anorthosis Kato Polemidia          | 6    |
| APEA Akrotiriou                    | 6    |
| APOP Palechoriou                   | 6    |
| Livadiakos Livadion                | 6    |
| Sourouklis Troullon                | 6    |
| Frenaros FC 2000                   | 6    |
| AEK Kakopetrias                    | 5    |
| Anagennisi Prosfigon               | 5    |
| Achilleas Ayiou Theraponta         | 5    |
| Digenis Agiou Nikolaou             | 5    |
| Doxa Devtera                       | 5    |
| Doxa Polemidion                    | 5    |
| ENTHOI Lakatamia FC                | 5    |
| Zenonas Larnaca                    | 5    |
| Konstantios & Evripidis Trachoniou | 5    |
| Tsaggaris Peledriou                | 5    |
| Adonis Idaliou                     | 4    |
| AEM Morphou                        | 4    |
| AMEAN Agiou Nikolaou               | 4    |
| Anagennisi Trachoni                | 4    |
| Elpida Astromeriti                 | 4    |
| Elpida Xylofagou                   | 4    |
| Enosis Neon Parekklisia F.C.       | 4    |
| Karmiotissa Pano Polemidion        | 4    |
| Kedros Kormakiti                   | 4    |
| Kissos FC Kissonergas              | 4    |
| Kourio Episkopi                    | 4    |
| Othellos Athienou F.C.             | 4    |

| Equipo                       | Par. |
| ---------------------------- | ---- |
| Orfeas Athienou              | 4    |
| OXEN Peristeronas            | 4    |
| SEK Agiou Athanasiou         | 4    |
| AEZ Zakakiou                 | 3    |
| AEK Kornos                   | 3    |
| AMEP Parekklisia             | 3    |
| APEAN Ayia Napa              | 3    |
| Achilleas Kaimakli           | 3    |
| Ethnikos Defteras            | 3    |
| Elpida Liopetriou            | 3    |
| Elpida Prosfigon Paphou      | 3    |
| Kinyras Empas                | 3    |
| Livadiakos/Salamina Livadion | 3    |
| Panikos & Sokratis Zakakiou  | 3    |
| Panikos Pourgouridis Lemesou | 3    |
| PEFO Olympiakos              | 3    |
| Proodos Kaimakliou           | 3    |
| Finikas Ayias Marinas        | 3    |
| FC Episkopi                  | 2    |
| AEN                          | 2    |
| Alki Oroklini1               | 2    |
| Amathus Ayiou Tychona        | 2    |
| Anagennisi Mouttalou         | 2    |
| ASO Ormideia                 | 2    |
| Digenis Akritas Ipsona       | 2    |
| EAS Ayios Dhometios          | 2    |
| ETHA Engomis                 | 2    |
| ENAD Polis Chrysochous FC    | 2    |
| ENAN Ayia Napa               | 2    |
| ENAP Paphos                  | 2    |
| Enosi Neon Ypsona            | 2    |
| Evagoras Kato Amiandos       | 2    |

| Equipo                        | Par. |
| ----------------------------- | ---- |
| Evagoras Pallikarides         | 2    |
| Kentro Neotitas Kalou Choriou | 2    |
| Kentro Neotitas Maroniton     | 2    |
| Lenas Limassol                | 2    |
| Libanos Kormakiti             | 2    |
| Marathonas Tsiakkilerou       | 2    |
| Neos Aionas Trikomou          | 2    |
| Nikos & Sokratis Erimis       | 2    |
| Kormakitis FC                 | 2    |
| Omonia Ormideia               | 2    |
| Ormideia FC                   | 2    |
| Parnassos Strovolou           | 2    |
| Poseidon Larnacas             | 2    |
| Salamina Dromolaxias          | 2    |
| AEK Korakou                   | 1    |
| AEK Kouklia                   | 1    |
| AEM Mesogis                   | 1    |
| Atlas Aglandjias              | 1    |
| Atromitos Yeroskipou          | 1    |
| Dafni Troulloi                | 1    |
| Ethnikos Empas                | 1    |
| Evagoras Avgorou              | 1    |
| Th.O.I. Filias                | 1    |
| Thiella Dromolaxia            | 1    |
| Kedros Ayia Marina            | 1    |
| Keravnos Strovolou            | 1    |
| Kissos Kissonerga             | 1    |
| Kouris Erimis                 | 1    |
| Morfotikos Tymbou             | 1    |
| PAOK Kalou Choriou            | 1    |
| Parideio Larnaca              | 1    |
| POL/AE Maroni                 | 1    |

1 Participó una vez como Omonoia Oroklinis y otra como Alki Oroklini.